# Stan Bowles
(Denis Law)
Stanley Bowles (Manchester, 24 dicembre 1948 – Manchester, 24 febbraio 2024) è stato un calciatore inglese, di ruolo centrocampista.
È primatista di reti (11) e, assieme a Ian Gillard, John Hollins, Frank McLintock, Philip Parkes, David Webb e Donald Masson, primatista di presenze (8) del QPR nelle competizioni calcistiche europee.

## Carriera
Noto per il suo atteggiamento istrionico dentro e fuori dal campo, è considerato uno dei più talentuosi giocatori inglesi degli anni settanta. Si rese celebre per il suo stile di vita decisamente sopra le righe.

### Gli inizi a Manchester
Bowles iniziò la sua carriera al Manchester City, in cui debuttò il 13 settembre 1967, in una partita di Coppa di Lega contro il Leicester City. Al suo esordio, all'età di soli 19 anni, mise a segno una fantastica doppietta, ricevendo ovazioni dal pubblico presente allo stadio e dalla stampa. Pochi giorni dopo, Bowles riuscì nell'impresa di ripetersi, mettendo a segno un'altra doppietta, questa volta in campionato, contro lo Sheffield United.
Sembrava l'inizio di una carriera brillante e travolgente, e parve che il Manchester City avesse trovato tra i propri giovani un degno contraltare di George Best, stella indiscussa del Manchester United. Tuttavia, a causa del suo temperamento alquanto irrequieto, Bowles non riuscì a sfondare definitivamente nelle file del City, e scivolò molto presto ai margini della prima squadra.
Nelle sue due prime stagioni da professionista, ottenne solo 12 presenze col City, senza più riuscire a segnare in alcuna occasione. All'inizio della stagione 1970-71 fu definitivamente scaricato dalla dirigenza del Manchester City e ceduto a titolo definitivo al Bury.

### Gli anni della maturazione
L'impatto col Bury fu disastroso, e Bowles riuscì a collezionare appena 5 presenze, senza mai andare in rete. Fu ceduto a stagione in corso al Crewe Alexandra F.C., club che all'epoca si trovava in Quarta Divisione. Nonostante il declassamento subito, Bowles portò a termine un'ottima stagione con il Crewe, attirando le attenzioni di parecchie squadre di categoria superiore. All'inizio della stagione successiva fu infatti ingaggiato dal Carlisle United, club di Seconda Divisione.

### La consacrazione al QPR
Nel settembre del 1972 fu ingaggiato per 112,000 sterline dal Queens Park Rangers, che all'epoca era in seconda divisione. Bowles restò legato al club di Londra fino al 1979, totalizzando 255 presenze e mettendo a segno 70 gol. Passò poi al Nottingham Forest, club con cui si aggiudicò la Coppa dei Campioni 1979-1980

## Palmarès

### Club

#### Competizioni nazionali
- Campionato inglese: 1

Manchester City: 1967-1968
- Charity Shield: 1

Manchester City: 1968
- Coppa d'Inghilterra: 1

Manchester City: 1968-1969
- Coppa di Lega inglese: 1

Manchester City: 1969-1970

#### Competizioni internazionali
- Coppa delle Coppe: 1

Manchester City: 1969-1970
- Supercoppa UEFA: 1

Nottingham Forest: 1979
- Coppa dei Campioni: 1

Nottingham Forest: 1979-1980

### Individuale
- Capocannoniere della Coppa UEFA: 1

1976-1977 (11 gol)